# Lesbian Vampire Killers
Lesbian Vampire Killers è un film del 2009 diretto da Phil Claydon.

## Trama
Fletch e Jimmy sono due scansafatiche che per sfuggire a doveri e dolori della loro vita cittadina partono per una vacanza, finendo in un remoto villaggio dell'Est dell'Inghilterra. Lì scoprono che il villaggio è preda di un'antica maledizione di Carmilla, la regina vampira: consumata da un odio profondo verso gli uomini e da un amore per le donne, molti secoli addietro uccise gli uomini del villaggio e rese schiave vampirizzate le donne, compresa la moglie del barone Wolfgang McLaren terzo.
Scoperta la vampirizzazione della moglie, il barone giurò di uccidere Carmilla e liberare il villaggio. Forgiò così una spada dai grandi poteri e sconfisse in combattimento Carmilla, la quale prima di morire graffia sul petto il barone lanciando una maledizione sulla stirpe McLaren e su tutto il villaggio: ogni donna del villaggio compiuti i 18 anni di età si sarebbe trasformata in vampira lesbica e Carmilla sarebbe rinata più forte di prima non appena il sangue dell'ultimo discendente dei McLaren unito al sangue di una vergine si fossero uniti.
La storia ritorna al presente, Jimmy e Fletch arrivati sul luogo conoscono un gruppo di ragazze: Lotte, Heidi, Trudy e Anke in viaggio di studi sul folklore locale. Arrivati al cottage Mircalla vengono attaccati dalle vampire comandate da Eva, amante di Carmilla e moglie del barone McLaren. La stessa Eva scopre che Jimmy è l'ultimo discendente del barone.
Vampirizzate le ragazze e catturati Jimmy e Lotte (che è ancora vergine), compare il Vicario che, aiutato da Fletch, trova l'antica spada del barone sepolta nella tomba di famiglia. Lotte rivela il suo amore per Jimmy ma poco dopo il loro sangue si unisce: mentre Carmilla sta per risorgere, il Vicario e Fletch riescono a sfuggire ad Eva e le altre vampire e a liberare Lotte e Jimmy. Carmilla risorge e si ricongiunge alla sua amata Eva, il Vicario si sacrifica per salvare gli altri, mentre scappano Lotte viene raggiunta e scontrandosi uccide Eva. La furia di Carmilla non si lascia attendere, la regina Vampira cattura prima Lotte e poi Fletch, corso in suo aiuto. Jimmy afferra la spada magica e la lancia nel petto di Carmilla trafiggendole il cuore e distruggendola per sempre: salva così i suoi amici ed il mondo intero.
Jimmy, Fletch e Lotte decidono di continuare la lotta contro le vampire lesbiche che si annidano nei bui angoli del mondo.

## Distribuzione
La pellicola, prodotta in Gran Bretagna nel 2009, non ha al momento ancora una data ufficiale per il mercato italiano.